# Manfred Recknagel
Manfred Recknagel (* 20. Mai 1952) ist ein ehemaliger deutscher Fußballspieler.

## Werdegang
Der Torwart Manfred Recknagel begann seine Karriere beim Osnabrücker Amateurverein TuS Haste 01, mit dem er in der höchsten niedersächsischen Amateurliga spielte. Im Sommer 1972 wechselte Recknagel zum Regionalligisten Preußen Münster, mit denen er sich zwei Jahre später für die neu geschaffene 2. Bundesliga qualifizierte. Recknagel debütierte am 1. März 1975 bei der 0:1-Niederlage der Münsteraner beim HSV Barmbek-Uhlenhorst. Da er nur unregelmäßig zum Einsatz kam, wechselte er im Sommer 1978 zum SC Herford, der gerade in die Oberliga Westfalen abgestiegen war. Mit den Herfordern gelang ihr der direkte Wiederaufstieg in die 2. Bundesliga. In der Saison 1980/81 war Recknagel dann Stammtorwart, konnte aber nicht verhindern, dass die Herforder am Saisonende die Qualifikation zur eingleisigen 2. Bundesliga verpassten. Recknagel absolvierte 64 Zweitligaspiele, davon 20 für Münster und 44 für Herford. Dazu kommen 26 Regionalligaspiele für Münster. Tore erzielte er keine.